# István Pelle
István Pelle (n. 26 iulie 1907, Budapesta, Austro-Ungaria – d. 6 martie 1986, Buenos Aires, Argentina) a fost un gimnast artistic ce a reprezentat Ungaria, medaliat olimpic. A participat la o ediție a Jocurilor Olimpice (1932) în care a câștigat două medalii de aur și două medalii de argint.